# Diploblasta
Los diploblásticos (Diploblasta) o no bilaterales (Non-Bilateria) son el grupo de los animales más primitivos. Es una propuesta histórica que postula que los animales se pueden clasificar en dos grandes grupos: Diploblasta, de los diblásticos (de dos capas celulares primordiales) y Bilateria (triblásticos). Se ha sugerido que Diploblasta podría ser un grupo monofilético, sin embargo, la mayoría de estudios, tanto morfológicos tradicionales como filogenéticos contemporáneos consideran que es el grupo parafilético de los animales basales. Los estudios filogenéticos en particular han dado resultados contradictorios, por lo que fue difícil aseverar cuales serían los filos verdaderamente basales, a pesar de ello, se ha propuesto más recientemente que este grupo podría tener valor taxonómico en la categoría de subreino, especialmente en los sistemas que admiten grupos parafiléticos.

## Historia y terminología
Históricamente, esta clasificación fue propuesta por Ray Lankester en 1873, quien dividió a los animales en tres grupos: Homoblastica (protozoos), Diploblastica y Triploblastica. En este mismo sentido, el mismo Lankaster divide en 1877 a los metazoos (Enterozoa) en Coelenterata (= Diploblastica) y Coelomata (= Triploblastica).
El término Diploblasta alude a la característica diblástica de poseer doble capa germinal: ectodermo y endodermo, aunque por lo general se considera a las esponjas monoblásticas. El sinónimo Zoophyta era un término usado en la Edad Media significando un animal-planta que los biólogos usaron para definir a los animales sin movimiento como esponjas, corales y otros. Coelenterata viene del griego antiguo κοῖλος (koilos=“hueco”) y ἔντερον (énteron = tripas, intestinos) en alusión a la cavidad digestiva de una sola abertura. Radiata (Linnaeus 1758) viene del latín radio “brillar”, en alusión a la morfología radiada o alrededor de un centro. Tanto Coelenterata como Radiata pueden incluir o excluir a Porifera según los sistemas de clasificación. Protaxonia (Hatschek 1888) se refiere al desarrollo morfológico alrededor de un eje principal.

## Filogenia y teorías evolutivas
La hipótesis monofilética de la dicotomía Diploblasta-Bilateria, proviene del análisis filogenético mitocondrial, donde Placozoa estaría en posición basal, lo cual podría explicar su simplicidad. Esta hipótesis permite conjeturar por ejemplo, una evolución independiente de un sistema nervioso en Coelenterata y Bilateria, aunque esto es controversial. Se plantean las siguientes relaciones:
|              | Porifera                                                |
|              |                                                         |
| Coelenterata | \| \| Cnidaria \| \| \| \| \| \| Ctenophora \| \| \| \| |
|              | \| \| Cnidaria \| \| \| \| \| \| Ctenophora \| \| \| \| |
|              | Cnidaria                                                |
|              |                                                         |
|              | Ctenophora                                              |
|              |                                                         |

|  | Cnidaria   |
|  |            |
|  | Ctenophora |
|  |            |

|              | Porifera                                                |
|              |                                                         |
| Coelenterata | \| \| Cnidaria \| \| \| \| \| \| Ctenophora \| \| \| \| |
|              | \| \| Cnidaria \| \| \| \| \| \| Ctenophora \| \| \| \| |
|              | Cnidaria                                                |
|              |                                                         |
|              | Ctenophora                                              |
|              |                                                         |

|  | Cnidaria   |
|  |            |
|  | Ctenophora |
|  |            |

|              | Porifera                                                |
|              |                                                         |
| Coelenterata | \| \| Cnidaria \| \| \| \| \| \| Ctenophora \| \| \| \| |
|              | \| \| Cnidaria \| \| \| \| \| \| Ctenophora \| \| \| \| |
|              | Cnidaria                                                |
|              |                                                         |
|              | Ctenophora                                              |
|              |                                                         |

|  | Cnidaria   |
|  |            |
|  | Ctenophora |
|  |            |

|              | Porifera                                                |
|              |                                                         |
| Coelenterata | \| \| Cnidaria \| \| \| \| \| \| Ctenophora \| \| \| \| |
|              | \| \| Cnidaria \| \| \| \| \| \| Ctenophora \| \| \| \| |
|              | Cnidaria                                                |
|              |                                                         |
|              | Ctenophora                                              |
|              |                                                         |

|  | Cnidaria   |
|  |            |
|  | Ctenophora |
|  |            |

Por otro lado, la mayoría de estudios basados en los datos filogenómicos encuentran que los animales no-bilaterios formarían un grupo parafilético. El análisis multigenético ha dado resultados contradictorios, a pesar de eso, se han identificado los nodos más estables que validan el clado ParaHoxozoa y nos dan como promedio el siguiente resultado (2016):
|           | Cnidaria                                                      |
|           |                                                               |
|           | Placozoa                                                      |
|           |                                                               |
| Bilateria | \| \| Xenacoelomorpha \| \| \| \| \| \| Nephrozoa \| \| \| \| |
|           | \| \| Xenacoelomorpha \| \| \| \| \| \| Nephrozoa \| \| \| \| |
|           | Xenacoelomorpha                                               |
|           |                                                               |
|           | Nephrozoa                                                     |
|           |                                                               |

|  | Xenacoelomorpha |
|  |                 |
|  | Nephrozoa       |
|  |                 |

|           | Cnidaria                                                      |
|           |                                                               |
|           | Placozoa                                                      |
|           |                                                               |
| Bilateria | \| \| Xenacoelomorpha \| \| \| \| \| \| Nephrozoa \| \| \| \| |
|           | \| \| Xenacoelomorpha \| \| \| \| \| \| Nephrozoa \| \| \| \| |
|           | Xenacoelomorpha                                               |
|           |                                                               |
|           | Nephrozoa                                                     |
|           |                                                               |

|  | Xenacoelomorpha |
|  |                 |
|  | Nephrozoa       |
|  |                 |

En su mayor parte los estudios encuentran a Porifera o Ctenophora en posición basal. Pero se ha sugerido que el artefacto que hace que Ctenophora se coloque en posición basal es por una desviación en la secuencia de aminoácidos y nucleótidos. Los placozoos también tienen tasas de evolución rápida lo que hace que se coloquen en posición basal. La filogenia animal más actual y consensuada presenta la siguiente filogenia (2018):
|  | Bilateria                                             |
|  |                                                       |
|  | \| \| Cnidaria \| \| \| \| \| \| Placozoa \| \| \| \| |
|  |                                                       |
|  | Cnidaria                                              |
|  |                                                       |
|  | Placozoa                                              |
|  |                                                       |

|  | Cnidaria |
|  |          |
|  | Placozoa |
|  |          |

|  | Bilateria                                             |
|  |                                                       |
|  | \| \| Cnidaria \| \| \| \| \| \| Placozoa \| \| \| \| |
|  |                                                       |
|  | Cnidaria                                              |
|  |                                                       |
|  | Placozoa                                              |
|  |                                                       |

|  | Cnidaria |
|  |          |
|  | Placozoa |
|  |          |

|  | Bilateria                                             |
|  |                                                       |
|  | \| \| Cnidaria \| \| \| \| \| \| Placozoa \| \| \| \| |
|  |                                                       |
|  | Cnidaria                                              |
|  |                                                       |
|  | Placozoa                                              |
|  |                                                       |

|  | Cnidaria |
|  |          |
|  | Placozoa |
|  |          |

|  | Bilateria                                             |
|  |                                                       |
|  | \| \| Cnidaria \| \| \| \| \| \| Placozoa \| \| \| \| |
|  |                                                       |
|  | Cnidaria                                              |
|  |                                                       |
|  | Placozoa                                              |
|  |                                                       |

|  | Cnidaria |
|  |          |
|  | Placozoa |
|  |          |

|  | Bilateria                                             |
|  |                                                       |
|  | \| \| Cnidaria \| \| \| \| \| \| Placozoa \| \| \| \| |
|  |                                                       |
|  | Cnidaria                                              |
|  |                                                       |
|  | Placozoa                                              |
|  |                                                       |

|  | Cnidaria |
|  |          |
|  | Placozoa |
|  |          |

|  | Bilateria                                             |
|  |                                                       |
|  | \| \| Cnidaria \| \| \| \| \| \| Placozoa \| \| \| \| |
|  |                                                       |
|  | Cnidaria                                              |
|  |                                                       |
|  | Placozoa                                              |
|  |                                                       |

|  | Cnidaria |
|  |          |
|  | Placozoa |
|  |          |

|  | Bilateria                                             |
|  |                                                       |
|  | \| \| Cnidaria \| \| \| \| \| \| Placozoa \| \| \| \| |
|  |                                                       |
|  | Cnidaria                                              |
|  |                                                       |
|  | Placozoa                                              |
|  |                                                       |

|  | Cnidaria |
|  |          |
|  | Placozoa |
|  |          |

|  | Bilateria                                             |
|  |                                                       |
|  | \| \| Cnidaria \| \| \| \| \| \| Placozoa \| \| \| \| |
|  |                                                       |
|  | Cnidaria                                              |
|  |                                                       |
|  | Placozoa                                              |
|  |                                                       |

|  | Cnidaria |
|  |          |
|  | Placozoa |
|  |          |